# Hôtel Brillat-Savarin
Pour les articles homonymes, voir Brillat-Savarin.
L'hôtel Brillat-Savarin est un hôtel particulier situé à Belley, en France.
C'était une des propriétés de Jean Anthelme Brillat-Savarin (1755-1826), ainsi que le manoir gentilhommière situé à Vieu-en-Valromey ( à 20 km au nord de Belley).

## Présentation
L'hôtel est situé dans le département français de l'Ain, sur la commune de Belley, au n°62 Grande Rue.
Cette construction a été édifiée majoritairement au XVIe siècle.
L'édifice est inscrit au titre des monuments historiques en 1926.